# Maďarská ľudová strana
Maďarská ľudová strana (maďarsky Magyar Néppárt, zkratka MĽS, maďarsky MNP) byla československá a slovenská politická strana, vzniklá roku 1991 jako platforma reprezentující část maďarské etnické menšiny v Československu.

## Dějiny a ideologie
Vznik strany se datuje do prosince 1991, kdy se od formace Maďarské kresťanskodemokratické hnutie odtrhla skupina politiků okolo Gyuly Popélyho a založila vlastní politický subjekt s Popélym jako předsedou. V následných volbách v červnu 1992 ovšem MĽS přistoupila ke koalici s hnutím Együttélés (Spolužitie) a Maďarským křesťanskodemokratickým hnutím, nicméně vymínila si, že její kandidáti budou na kandidátní listině této koalice jen na symbolických, nevolitelných místech. Strana zůstala okrajovým subjektem. V slovenských komunálních volbách roku 1994 získala v celém státu jen 4 mandáty.

## Volební výsledky
1992 (v koalici s Együttélés a MKDH)
- Volby do České národní rady 1992 – nekandidovala
- Volby do Slovenské národní rady 1992 – 7,42 % hlasů, 14 mandátů
- Volby do Sněmovny lidu Federálního shromáždění 1992 – na Slovensku 7,37 % hlasů, 5 mandátů, v Česku 0,07 % hlasů a 0 mandátů
- Volby do Sněmovny národů Federálního shromáždění 1992 – na Slovensku 7,39 % hlasů, 7 mandátů, v Česku 0,06 % hlasů a 0 mandátů

1994
- Komunální volby na Slovensku 1994 – 4 mandáty